# Флаг Ольгинского сельского поселения (Приморско-Ахтарский район)
Флаг муниципального образования Ольгинское сельское поселение Приморско-Ахтарского района Краснодарского края Российской Федерации — опознавательно-правовой знак, служащий официальным символом муниципального образования.
Флаг утверждён 14 сентября 2011 года решением Совета Ольгинского сельского поселения № 108 и 2 ноября 2011 года внесён в Государственный геральдический регистр Российской Федерации с присвоением регистрационного номера 7182.
Флаг Ольгинского сельского поселения отражает исторические, культурные, социально-экономические, национальные и иные местные традиции.

## Описание
«Прямоугольное малиновое полотнище с отношением ширины к длине 2:3, с жёлтой горизонтальной полосой в виде девичьей косы (шириной в 3/20 полотнища) отстоящей от нижнего края на 1/6 ширины полотнища и над полосой — жёлтой малой императорской короной (без лент)».

## Обоснование символики
Флаг разработан на основе герба Ольгинского сельского поселения.
Центр сельского поселения — станица Ольгинская была основана в 1876 году как хутор Добровольный, выделившись из земель станицы Стеблиевской. Первые жители хутора были казаками, что аллегорически отражено малиновым полотнищем — малиновый цвет, характерный для Запорожского казачества, из которого пошло Кубанское казачество.
В 1904 году хутор был переименован в станицу Ольгинская в честь «Ея Императорского Высочества Великой княжны Ольги Николаевны — дочери Государя Императора». Высочайшее соизволение Императора на присвоение станице имени Великой княжны на флаге отражено жёлтой (золотой) императорской короной.
Символика косы многозначна:
— коса как традиционная причёска, считающаяся украшением женщины, дополняет символику флага, показывая, что именно женское имя Ольга стало основой названия станицы и впоследствии всего муниципального образования;
— коса — традиционный символ единения, общности, содружества, крепости — символизирует бережно сохраняемые традиции жизни общины, поскольку именно такая форма жизни помогла освоить эти земли, находившиеся на окраине государства.
Малиновый цвет (пурпур) — символ славы, благородства, достоинства.
Жёлтый цвет (золото) — символ урожая, богатства, стабильности, величия.